# Maiensässfahrt (Chur)

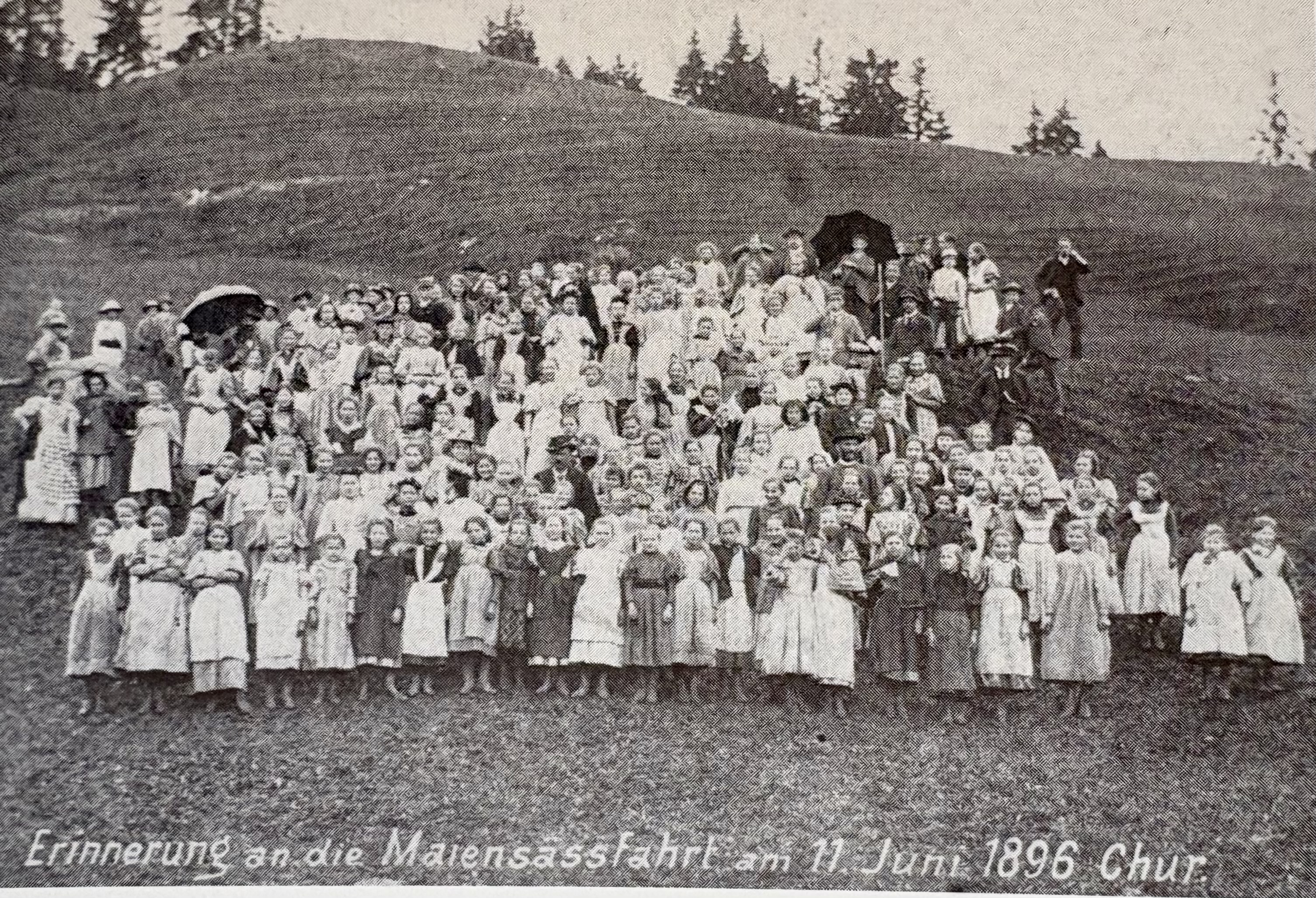
Maiensässfahrt 1896

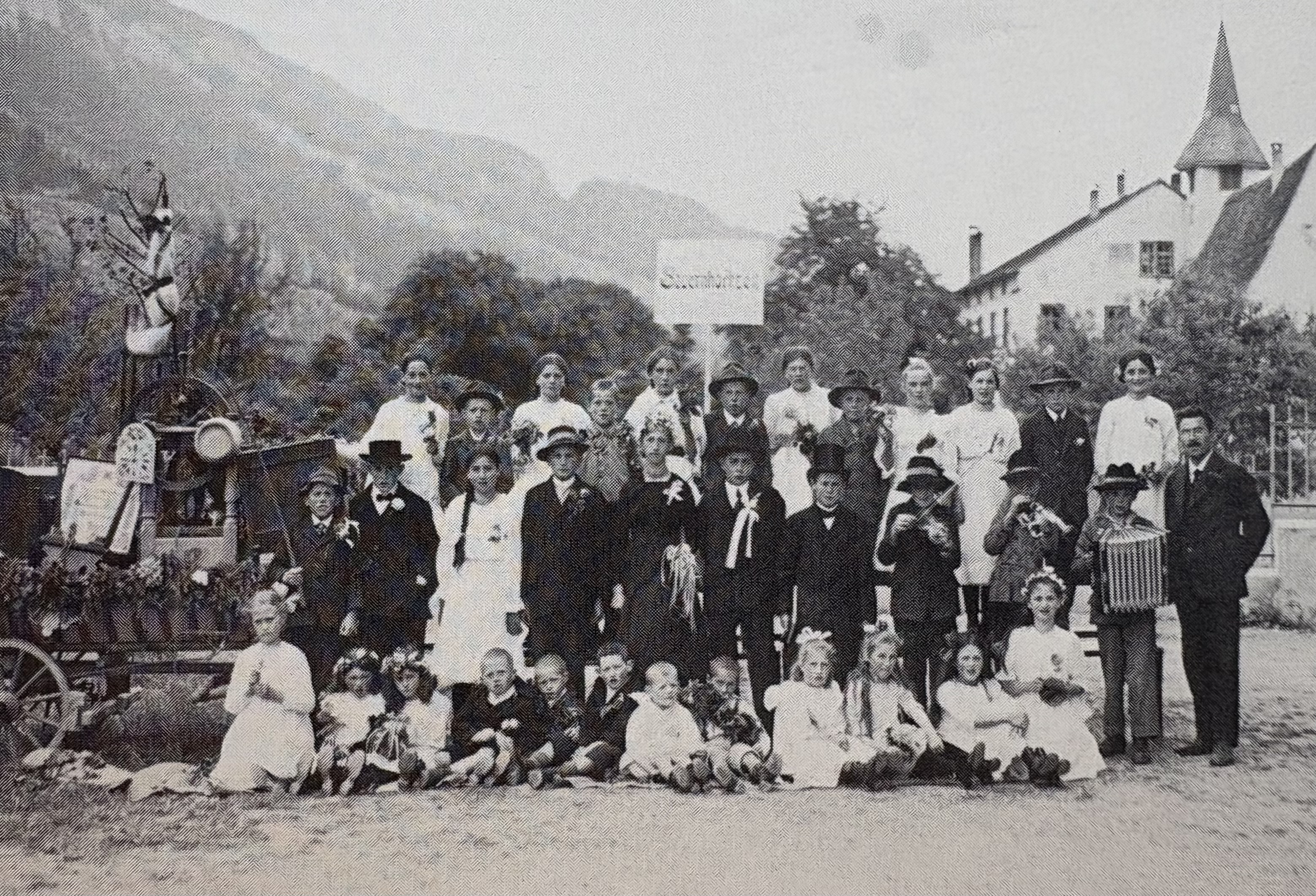
Schule Masans an der Fahrt 1921

Die Maiensässfahrt in Chur, dem Hauptort des Schweizer Kantons Graubünden, ist ein jährlich wiederkehrendes Fest der gesamten Churer Schuljugend, das einen Tagesausflug auf Maiensässe auf den Churer Hausbergen, insbesondere auf dem Mittenberg oder auf Brambrüesch, beinhaltet. Der Brauch geht auf das Jahr 1854 zurück.

## Vorgeschichte
Aus dem 17. Jahrhundert ist ein Rutenfest überliefert, bei dem wahrscheinlich Ruten geschnitzt wurden zur Züchtigung im schulischen Gebrauch. 1656 brach diese Tradition ab.
1835 ging eine Petition an die Schulleitung, dass «zur Ermunterung für Lehrer und Schüler ein allgemeines Fest im Frühling oder Herbst veranstaltet» werden möge. Erste Versuche, ein solches Fest zu etablieren, scheiterten daran, dass die Erwachsenen Trinkgelage veranstalteten, die in Schlägereien ausuferten.
1853 griff eine Lehrerkonferenz den alten Gedanken eines Schulfestes auf. Im Folgejahr, am 12. Juni 1854, fand die erste Churer Maiensässfahrt statt.

## Ablauf
Um 7.00 Uhr morgens (in den Anfangsjahren brach man bereits um 5.00 Uhr auf) erfolgt der Abmarsch durch das Obertor. Der feierliche Abschluss findet abends auf der Quaderwiese statt. Dabei werden das Churer Maiensässlied und die Churer Hymne Was ist so schön wie unsre Stadt ... ? gesungen, woraufhin ein Lehrer den traditionellen churerdeutschen Satz spricht: ... und moora isch schualfrei ! (= Und morgen ist schulfrei).
Seit 1885 wechseln die Schüler beim Abstieg auf dem Rosenhügel die Kleider und marschieren kostümiert in die Stadt ein. 1974 wurde ein Dreijahresrhythmus für die Trachteneinzüge eingeführt. Dabei sind auch Musikgesellschaften beteiligt.

## Churer Maiensässlied
(Text Martin Schmid, Musik Wilhelm Steiner)
Stiller Berg, viel lieber Wald,

hoher Freude Hallen !

Unser Jubelruf erschallt,

wenn wir bergwärts wallen.

Wo die Anemonen blühn,

dunkle Alpenrosen glühn,

unsre Augen schauen, schauen,

in der Tiefe Blauen !

Heimatland, du grüner Port,

wo die Quellen rauschen.

Unsrer Jugend goldner Hort,

lehr uns stille lauschen !

Wenn die frohen Tage gehn,

wenn die Freuden kühl verwehn,

lass uns leis das Herz befragen

nach der Jugend Tagen.

## Churer Stadtlied
(Text Martin Schmid, Musik Lucius Juon)
Was ist so schön wie unsre Stadt

mit altvertrauten Gassen,

die Berg und grüner Wälderkranz

mit Duft und sommerhellem Glanz

und Blumenschein umfassen.

Die Väter haben sie gebaut

in längst vergangnen Tagen,

mit ihrer Hände Fleiss gebaut

und aufgeschaut und Gott vertraut

und manches Leid getragen.

Wir danken heut.

Wir sind noch klein

und müssen viel noch lernen.

Bald aber wird es anders sein:

wir reisen in die Welt hinein,

in ihre Wunderfernen.:

Und kehren, so Gott will, zurück,

um weiter hier zu bauen

Und lauschen froh dem Glockenchor,

der aus den Türmen braust empor

und leis verweht im Blauen.

## Unfall 2019
Am 23. Mai 2019 ereignete sich bei der Maiensässfahrt ein Unfall, bei dem ein 14-jähriger Knabe beim Abstieg von der Alp Juchs tödlich verunglückte.